# البيرة (راشيا)
البيرة  هي إحدى القرى اللبنانية من قرى قضاء راشيا في محافظة البقاع.